# Parazoma
Parazoma is een geslacht van vlinders van de familie spanners (Geometridae), uit de onderfamilie Larentiinae.

## Soorten
- P. ferax Prout, 1926
- P. hypobasis Prout, 1931
- P. semifusca Warren, 1896